# Reprise d'entreprise
Une reprise d'entreprise est l'achat du capital, ou du moins de la majorité du capital d'une entreprise existante par une personne, ou un groupe de personnes, ou une autre entreprise (il s'agit alors du domaine des fusions-acquisitions) qui en assureront la gestion.
Dans le cas d'une RES / reprise d'entreprise par ses salariés, les repreneurs sont une partie (généralement les cadres dirigeants), voire la totalité des salariés existants de l'entreprise. Comme en général ils ne disposent que d'une petite partie des capitaux nécessaires, le complément est habituellement apporté par un organisme financier spécialiste de ce genre d'opérations (banque d'investissement ou fonds de capital-investissement par exemple). Cet apport extérieur comporte généralement une participation au capital et/ou un prêt.

## Marché de la reprise d’entreprises
En France, le nombre des reprises d’entreprises est stable et estimé à 60 000 transactions par an[Quand ?].
Avec près de 20% des dirigeants de PME âgés de 60 ans et plus (en 2015 contre 13% en 2000), le nombre d'offres de ventes est attendu en forte augmentation ces prochaines années[Quand ?], alors qu'en parallèle le nombre d'entreprises cédées de ne cesse de reculer.
En 2018, il a été estimé qu'environ 22.000 entreprises nécessitaient un transfert de propriété en Belgique, parmi lesquelles environ 6.000 ont cessé leurs activités faute de repreneurs. Ce phénomène se manifeste également à l'échelle européenne, où l'on estime à 690.000 le nombre d'entreprises ayant besoin d'être transmises, concernant ainsi 2,8 millions d'emplois.

## Évaluation d'entreprise
Lorsque l'on reprend une entreprise, se pose bien entendu la question de l'évaluation.
Plusieurs méthodes existent, une des principales étant la méthode dite des comparables qui consistent à comparer l'entreprise en vente à celles récemment vendues dans un secteur similaire et d'en déduire un prix de marché. Vous pouvez pour cela vous tourner vers un expert comptable ou des experts en valorisation d'entreprise.
Une reprise demande une évaluation d'entreprise très minutieuse afin d'éviter de surpayer l'entreprise, et une certaine certitude que celle-ci, non seulement est viable, mais par ailleurs procurera la capacité d'autofinancement suffisante pour rembourser les prêts contractés lors de l'opération tout en laissant une marge suffisante pour les besoins d'autofinancement.
Pour accroitre le pourcentage détenu par les salariés, des holding en cascade peuvent s'utiliser.